# Верден, Карл

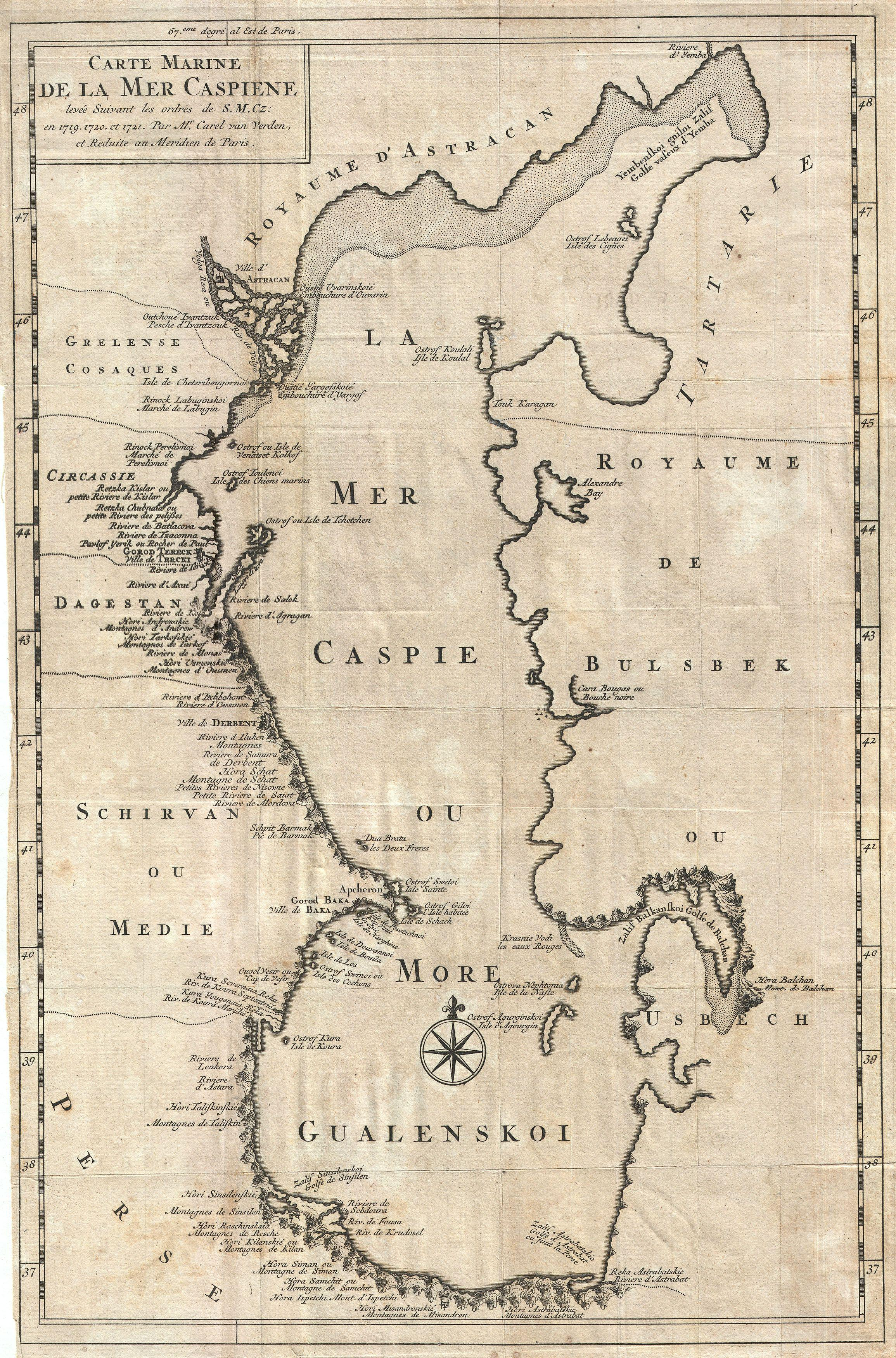
Карта Каспийского моря, 1721 год

Карл  фон Верден, Карл Петрович Верден (год рождения неизвестен — ум. 1731) — офицер русского флота. Выходец из Голландии.
Точно неизвестно, родственник ли или только однофамилец с Николаем и Эрихом Верденами.

## Биография
Во время Северной войны служил штурманом на шведской шняве «Астрильд». На ней участвовал в бою в устье Невы, был ранен и захвачен в плен. Петр I самолично приказал ухаживать за раненым и лечить его, после выздоровления был убежден Петром о переходе на русскую службу.
Стал в войсках Петра I офицером. В 1709 году был подпоручиком. В 1713 году его произвели в поручики и назначили командиром корабля «Святой Антоний», а затем шнявы «Лизет». Впоследствии этот офицер производил гидрографические работы на Балтике и в Каспийском море. В 1719 году Пётр Великий дал ему поручение описать и нанести на карту западный берег Каспийского моря, начиная от устья Волги до Астрабата и до реки Куры, и затем, проверив раньше составленное описание восточного берега, сделать генеральную карту Каспийского моря. По данной Петром инструкции Верден везде должен был распространять слух, что описание делается исключительно с коммерческими целями. Работы Верден проводил вместе с гидрографом Ф. Соймоновым. Из этой экспедиции Верден возвратился в 1720 году. В этом же году в Петербурге по результатам исследований была отпечатана карта, давшая первое в основном верное изображение Каспийского моря.
В персидском походе 1722—1723 года Верден командовал всеми ластовыми судами. Он доставлял к Дербенту артиллерию, боеприпасы и провиант.
В 1724 году его произвели в капитаны 2 ранга и назначили командиром Астраханского порта, а в 1727 году произвели в капитаны 1 ранга. В 1728—1730 годах он командовал линейными кораблями Балтийского флота.